# Beersel
Beersel (nederländskt uttal: [ˈbeːrsəl]) är en kommun i provinsen Flamländska Brabant i regionen Flandern i Belgien. Beersel hade 25 374 invånare (2018).